# Stepan Jurczyszyn
Stepan Fedorowycz Jurczyszyn, ukr. Степан Федорович Юрчишин, ros. Степан Фёдорович Юрчишин, Stiepan Fiodorowicz Jurcziszyn (ur. 28 sierpnia 1957 w Kiernicy, zm. 10 lipca 2025 we Lwowie) – ukraiński piłkarz, grający na pozycji napastnika, a potem pomocnika, reprezentant Związku Radzieckiego, trener piłkarski.

## Kariera piłkarska

### Kariera klubowa
Wychowanek wojskowego klubu SKA Lwów, w którym w latach 1976-1977 odbywał służbę wojskową. W 1977 ostatnie pół roku służby bronił barw pierwszoligowego CSKA Moskwa. Po zwolnieniu ze służby wrócił do rodzinnego Lwowa, aby występować w miejscowym klubie Karpaty Lwów. W 1999 ustanowił rekord drugiej ligi, strzelając 42 gole w 42 meczach, co dało Karpatom awans do pierwszej ligi. Utalentowanego napastnika zapraszali do siebie selekcjonery Spartaka Moskwa oraz Dynama Kijów, jednak on został wierny lwowskiemu klubowi. W 1981 dał się namówić przejściu do Dynama Kijów, nawet rozegrał jeden mecz. Ale ciężka kontuzja nogi uniemożliwiła dalszą grę w Kijowie. W tymże roku powrócił do Karpat Lwów. Potem bronił barw takich klubów jak Paxtakor Taszkent, Torpedo Łuck oraz Podillia Chmielnicki. Pod koniec kariery wrócił ponownie do Karpat Lwów, w którym w 1990 zakończył karierę piłkarską w wieku 33 lat.

### Kariera reprezentacyjna
5 września 1979 zadebiutował w radzieckiej reprezentacji w spotkaniu towarzyskim z NRD wygranym 1:0. Łącznie zaliczył 4 gry w barwach ZSRR i strzelił 1 gola - w meczu z Rumunią.

## Kariera trenerska
Po zakończeniu kariery zawodniczej w grudniu 1990 został asystentem trenera w klubie Karpaty Lwów, a już w lipcu 1991 awansował na stanowisko głównego trenera. W 1991 doprowadził do powrotu do drugiej ligi Karpat, a w 1992 startował w pierwszych Mistrzostwach Ukrainy. Trenował też Hazowyk Komarno. Od lata 1994 do końca 1998 prowadził FK Lwów. Na stanowisku głównego trenera Karpat Lwów w 1999 dotarł do finału Pucharu Ukrainy. Pracował też jako trener i asystent w pierwszej i drugiej drużynie Karpat Lwów. Po ciężkiej operacji na kolano w 2007 powrócił do kierowania innej lwowskiej drużyny FK Lwów, z którą zdobył awans do Premier Ligi. W 2008 po nieudanych występach klubu napisał podanie o zwolnienie ze stanowiska głównego trenera. W maju 2009 otrzymał propozycję pracy na stanowisku dyrektora sportowego klubu Karpaty Lwów. W lutym 2012 powrócił do pracy trenerskiej w sztabie szkoleniowym Karpat pod kierownictwem Wołodymyra Szarana. Po dymisji Szarana cały sztab również podał się do dymisji, ale już wkrótce 24 kwietnia 2012 Jurczyszyn objął stanowisko dyrektora sportowego FK Lwów.
10 lipca 2025 zmarł we Lwowie w wieku 67 lat.

## Sukcesy i odznaczenia
- tytuł Mistrz Sportu ZSRR: 1979.